# セントジョセフ郡 (インディアナ州)

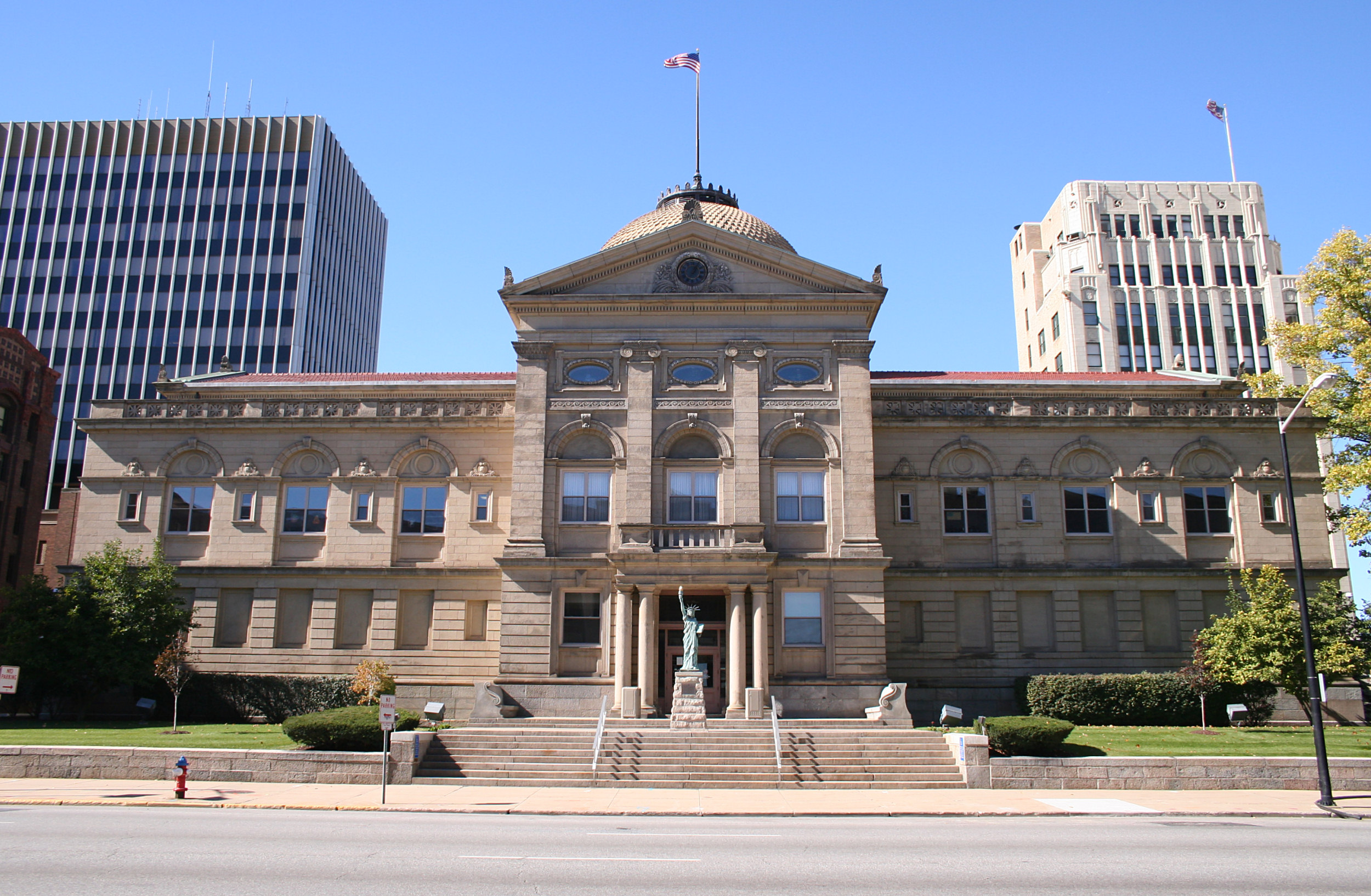
セントジョセフ郡裁判所

セントジョセフ郡（St. Joseph County）は、アメリカ合衆国インディアナ州にある郡である。人口は27万2912人（2020年）。郡庁所在地はサウスベンドである。

## 地理
アメリカ合衆国統計局によると、この郡は総面積1,194 km2 (461 mi2) である。このうち1,185 km2 (457 mi2) が陸地で9 km2 (4 mi2) が水地域である。総面積の0.79%が水地域となっている。

### 隣接する郡
- バーリン郡 (ミシガン州)  (北)
- カス郡 (ミシガン州)  (北東)
- エルクハート郡  (東)
- マーシャル郡  (南)
- スターク郡 (南西)
- ラポート郡 (西)

## 人口動静
2000年国勢調査で、この郡は人口265,559人、100,743世帯、66,792家族が暮らしている。人口密度は224/km2 (581/mi2) である。90/km2 (234/mi2) の平均的な密度に107,013軒の住宅が建っている。この郡の人種的な構成は白人82.36%、アフリカン・アメリカン11.46%、先住民0.35%、アジア1.34%、太平洋諸島系0.05%、その他の人種2.48%、及び混血1.97%である。ここの人口の4.73%はヒスパニックまたはラテン系である。
この郡内の住民は25.70%が18歳未満の未成年、18歳以上24歳以下が11.80%、25歳以上44歳以下が28.00%、45歳以上64歳以下が20.90%、及び65歳以上が13.60%にわたっている。中央値年齢は34歳である。女性100人ごとに対して男性は93.20人である。18歳以上の女性100人ごとに対して男性は89.80人である。
この郡の世帯ごとの平均的な収入は40,420米ドルであり、家族ごとの平均的な収入は49,653米ドルである。男性は37,076米ドルに対して女性は25,310米ドルの平均的な収入がある。この郡の一人当たりの収入 (per capita income) は19,756米ドルである。人口の10.40%及び家族の7.60%は貧困線以下である。全人口のうち18歳未満の13.70%及び65歳以上の7.10%は貧困線以下の生活を送っている。

## 都市及び町

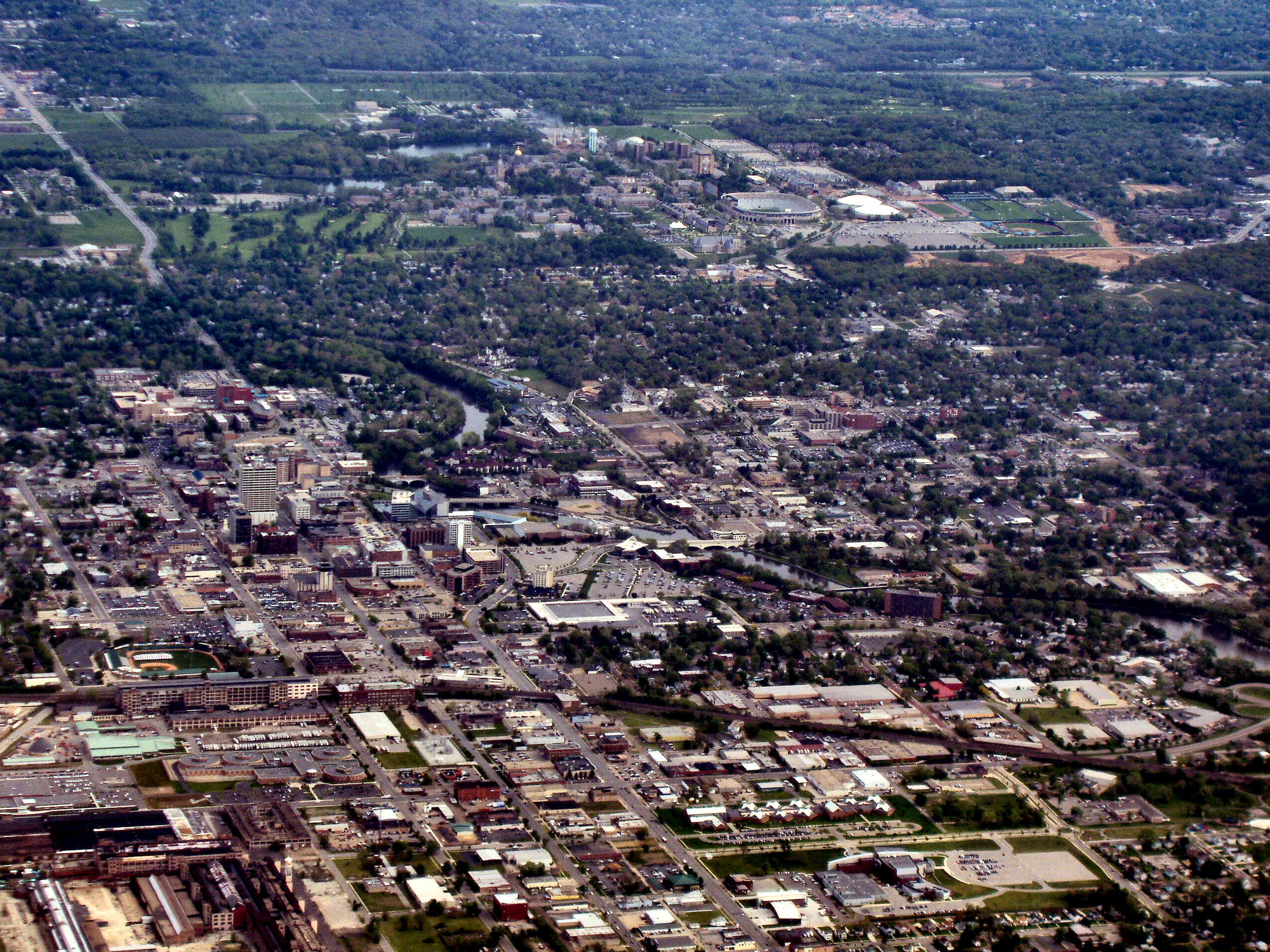
ダウンタウン サウスベンド

- サウスベンド（郡庁所在地）
- ミシャワカ
- インディアンビレッジ
- ノースリバティ
- Georgetown
- Granger
- Gulivoire Park
- Lakeville
- New Carlisle
- Osceola
- Roseland
- Walkerton